# 公伯隴縣
公伯陇县是越南崑嵩省下辖的一个县。

## 地理
公伯陇县北接广南省南茶眉县，东北接广义省山西县和山河县，东南和南接广义省波澌县，西南接公瑞县，西接得河县和都莫龙县。境内板块活动频繁，时常有中小型地震发生。

## 历史
2019年7月16日，县莅所在的得隆社改制为黑筍市鎮。

## 行政区划
公伯陇县下辖1市镇8社，县莅黑筍市鎮。
- 黑筍市鎮（Thị trấn Măng Đen）
- 孝社（Xã Hiếu）
- 芒布社（Xã Măng Buk）
- 芒甘社（Xã Măng Cành）
- 奥丹社（Xã Ngok Tem）
- 博埃社（Xã Pờ Ê）
- 得年社（Xã Đắk Nên）
- 得英社（Xã Đắk Ring）
- 得增社（Xã Đắk Tăng）